# Iniciativa per a referències obertes
La Iniciativa per a referències obertes és un projecte que vol contribuir a crear un accés obert a les bases de dades de referències acadèmiques.
El 2017, només un 1% de les referències disponibles a Crossref eren d'accés obert. Aquesta situació alenteix el procés entre la descoberta científica i la comunicació i promou més aviat la concurrència que no pas la col·laboració. Per resoldre aquest problema, el 6 d'abril del 2017, sis organitzacions van crear la Iniciativa per a referències obertes (en anglès: Initiative for Open Citations). Els fundadors n'eren: OpenCitations, Fundació Wikimedia, Public Library of Science, eLife, DataCite i Centre for Culture and Technology. El projecte vol fomentar la col·laboració entre editors científics, investigadors i institucions interessades en què les dades sobre les citacions estiguin disponibles sense restriccions en un sistema d'accés obert. Un any més tard, el 50% de les referències ja eren d'accés obert. El setembre 2021 ja contenia 69 milions de recursos bibliogràfics i 1.187 milions de referències.
Per a la comunitat científica és important saber qui, en quina publicació i quantes vegades un article seu és citat per altri. De fet en moltes universitats i centres de recerca, la freqüència de citació es fa servir per avaluar l'activitat científica, es considera com una mesura objectiva, malgrat el fet que la mesura no és tan objectiu com sembla i pot ser biaixat per molts factors. A més, l'accés a les bases de dades que col·lecten aquesta informació és de pagament.
El setembre 2020 van llançar una iniciativa germana Initiative for Open Abstracts (I4OA) o Iniciativa per a resums oberts. La I4OA fa una crida a obrir els resums dels treballs a través de Crossref.
Entre les editorials dels Països Catalans que participen en aquesta iniciativa, hi ha les Edicions de la Universitat de Barcelona, la Universitat de València, la Universitat Politècnica de València, el Centre d'Estudis Demogràfics (UAB), el Consorci del Museu de Ciencies Naturals de Barcelona…